# Ponderosa Park
Ponderosa Park è un centro abitato (census-designated place) degli Stati Uniti d'America, situato nella contea di Elbert dello stato del Colorado. Nel censimento del 2000 la popolazione era di 3.112 abitanti.

## Geografia fisica
Secondo i rilevamenti dell'United States Census Bureau, Ponderosa Park si estende su una superficie di 38,3 km².